# Bottighofen
Bottighofen is een gemeente en plaats in het Zwitserse kanton Thurgau, en maakt deel uit van het district Kreuzlingen.

## Ligging
Bottighofen ligt aan de oever van de Bodensee. De plaatsen ernaast zijn Kreuzlingen, Münsterlingen en Lengwil.

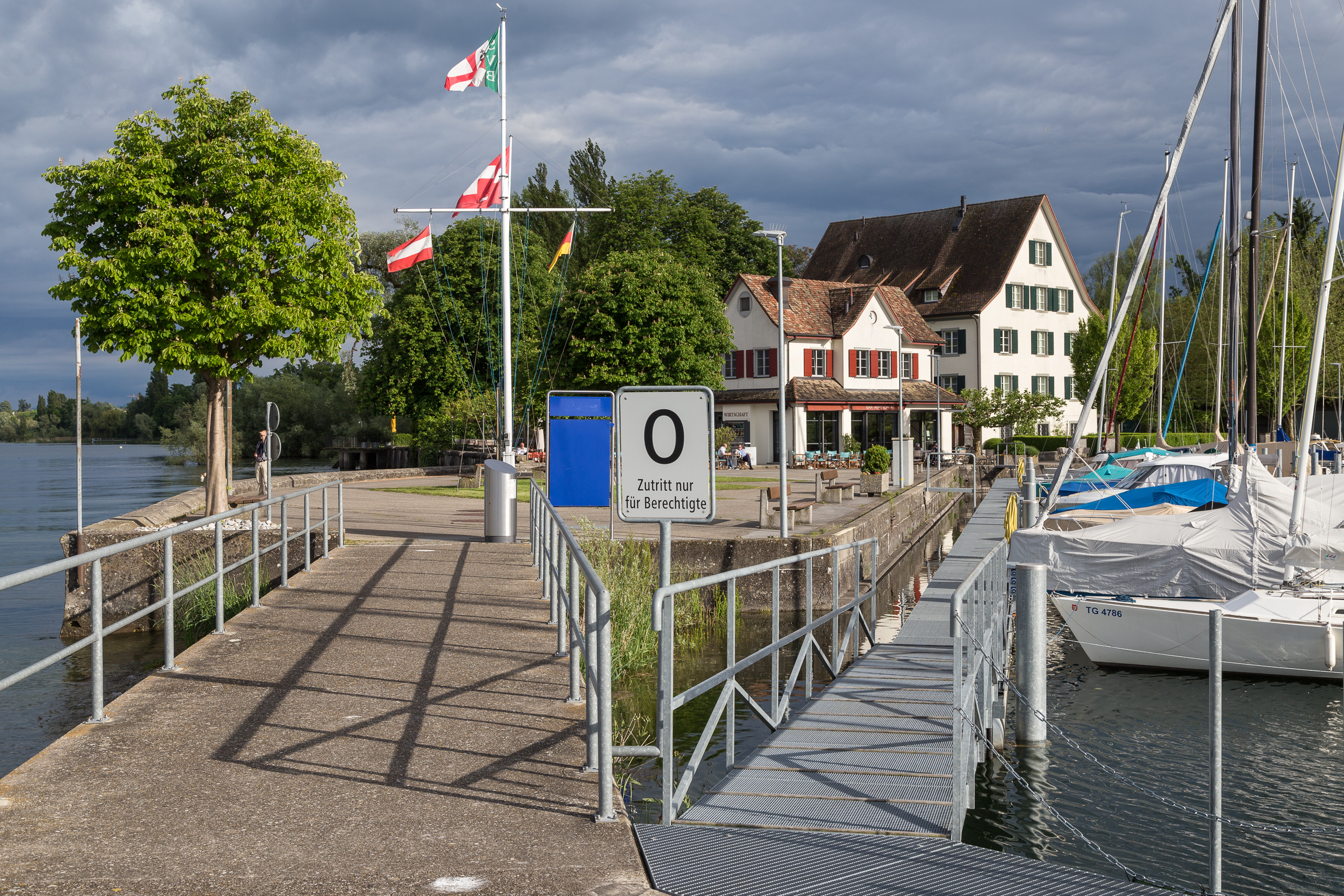
Bottighofen Marina

## Economie
In 2007 had Bottighofen een werkloosheidspercentage van 1,76%. In 2005, hadden er 48 personen een baan in de primaire sector en ongeveer 6 bedrijven werken in deze sector. 59 personen werken in de secundaire sector en er zijn 13 van zulke bedrijven in deze sector. 230 personen hebben een baan in de tertiaire sector, met 76 bedrijven in deze tertiaire sector.
In 2000 waren er 1193 werkenden die in Bottighofen leefden. Van deze, zijn er 760 of 68,7% van de inwoners die buiten Bottighofen werkten terwijl 174 personen in Bottighofen werken en wonen. In totaal waren er 607 banen in Bottighofen.
Een groot bedrijf in Bottighofen is HolidayCheck AG, een beoordelingsplatform voor vakanties.

## Geboren
- Hans Munz (1916-2013), advocaat, bestuurder en politicus